# 1105
1105（千百五、せんひゃくご）は自然数、また整数において、1104の次で1106の前の数である。

## 性質
- 1105は合成数であり、約数は 1, 5, 13, 17, 65, 85, 221, 1105 である。
  - 約数の和は1512。
- 4を法として1に合同な3個の素数の積として5×13×17に素因数分解され、二個の平方数の和が4通りになる最小の自然数である。
- 157番目の楔数である。1つ前は1102、次は1106。
- 2番目のカーマイケル数である。1つ前は561、次は1729。

{\displaystyle n={}}13のとき{\displaystyle {\tfrac {n(n^{2}+1)}{2}}=1105}だから、13次の魔方陣の定和である。
- 連続する2つの二重平方数の差（1105 = 74 − 64）だから、菱形十二面体数（図形数の一種）であり、立方晶系の魔法数でもある。

## その他 1105 に関連すること
- 西暦1105年
- 紀元前1105年